# Robert B. Macon

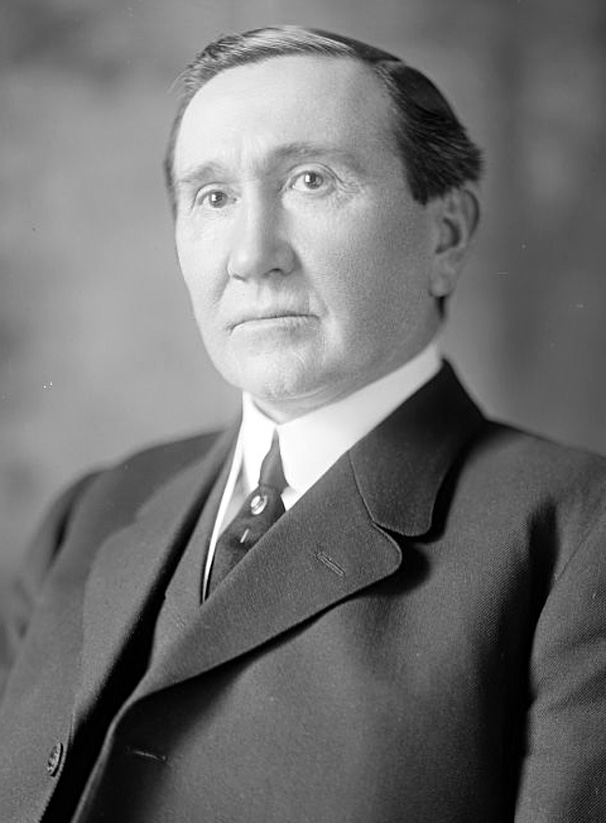
Robert B. Macon

Robert Bruce Macon (* 6. Juli 1859 bei Trenton, Phillips County, Arkansas; † 9. Oktober 1925 in Marvell, Arkansas) war ein US-amerikanischer Politiker. Zwischen 1903 und 1913 vertrat er den ersten Wahlbezirk des Bundesstaates Arkansas im US-Repräsentantenhaus.

## Werdegang
Bereits mit neun Jahren hatte Robert Macon beide Eltern verloren und wurde zum Vollwaisen. Er besuchte die öffentlichen Schulen. Gleichzeitig verdiente er seinen Lebensunterhalt in der Landwirtschaft. Nach einem Jurastudium und seiner im Jahr 1891 erfolgten Zulassung als Rechtsanwalt begann er in Helena in seinem neuen Beruf zu arbeiten.
Macon war Mitglied der Demokratischen Partei. Zwischen 1883 und 1887 war er Abgeordneter im Repräsentantenhaus von Arkansas. Danach war er zwischen 1892 und 1896 als Gerichtsdiener (Clerk of the Circuit Court) angestellt; von 1898 bis 1902 war er Staatsanwalt im ersten juristischen Bezirk des Staates Arkansas.
1902 wurde Macon im ersten Distrikt von Arkansas in das US-Repräsentantenhaus in Washington, D.C. gewählt, wo er am 4. März 1903 die Nachfolge von Philip D. McCulloch antrat. Nachdem er bei den folgenden vier Kongresswahlen jeweils in seinem Mandat bestätigt wurde, konnte er bis zum 3. März 1913 im Kongress verbleiben. Für die Wahlen des Jahres 1912 wurde Macon von seiner Partei nicht für eine weitere Amtszeit nominiert. Die Nominierung ging an Thaddeus H. Caraway. Nach dem Ende seiner Zeit im Kongress zog sich Macon aus der Politik zurück. Bis 1917 arbeitete er wieder als Rechtsanwalt in Helena; danach setzte er sich zur Ruhe.